# Carlos Oliveira (futebolista)
Carlos Oliveira Hernández foi um futebolista cubano. 

## Carreira
Carlos Oliveira fez parte do elenco da histórica Seleção Cubana de Futebol que disputou a Copa do Mundo de 1938.

## Ligações Externas
- Perfil em Fifa.com (em inglês)